# Kevin Faulconer

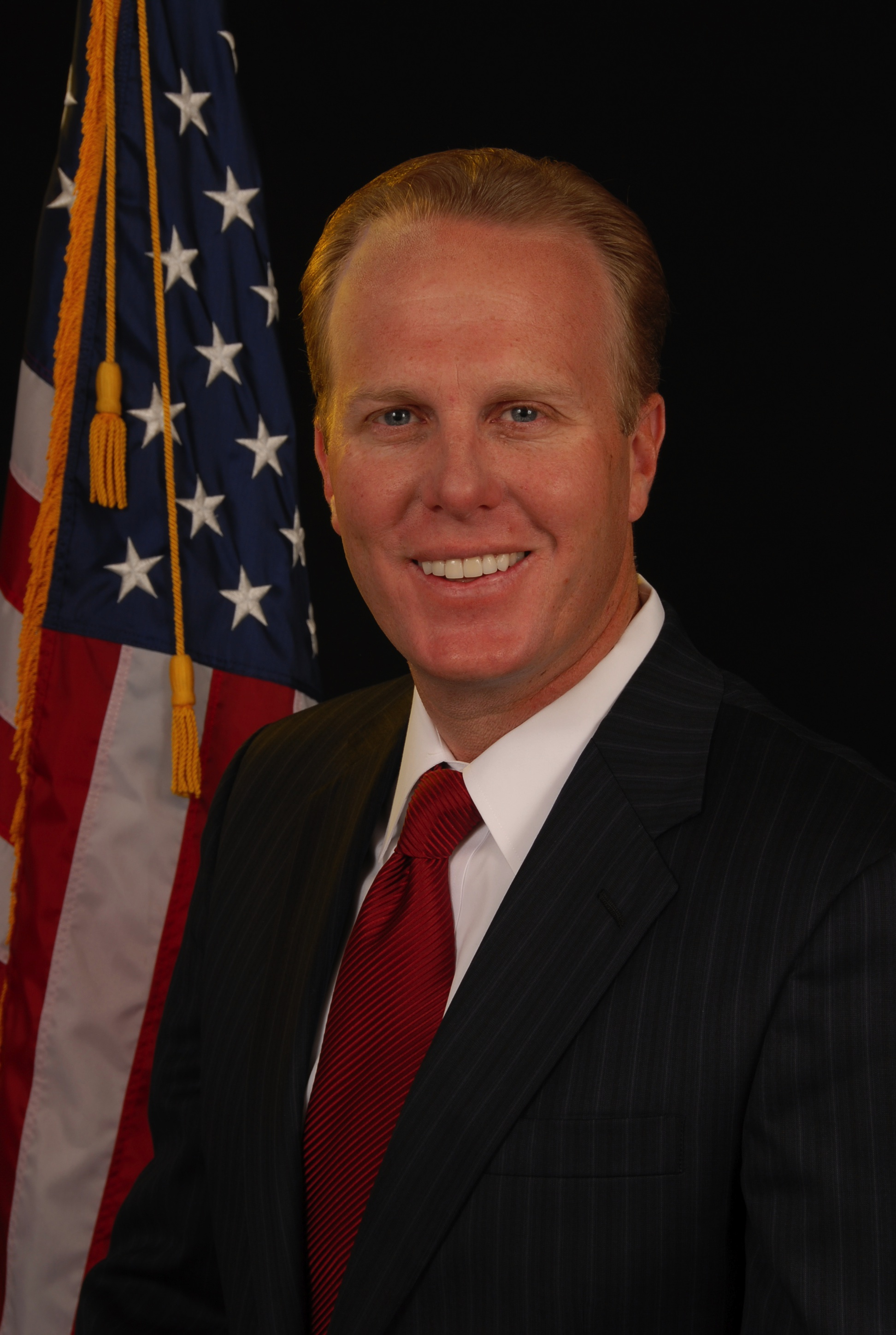
Kevin Faulconer (2014)

Kevin L. Faulconer (* 24. Januar 1967 in Oxnard, Kalifornien) ist ein US-amerikanischer Politiker und war vom 3. März 2014 bis zum 10. Dezember 2020 Bürgermeister von San Diego. Er gehört der Republikanischen Partei an und war damit einer der wenigen Bürgermeister in den Vereinigten Staaten, die von seiner Partei in den Großstädten des Landes gestellt wurden.

## Leben

### Frühere Jahre und politischer Aufstieg
Nach seinem Abschluss an der California State University von San Diego im Jahr 1990 war Faulconer längere Zeit in einer PR-Firma in Kalifornien tätig. Im Jahr 2005 wurde er im Rahmen einer vorzeitigen Nachwahl in Distrikt 2 erstmals in den Stadtrat von San Diego gewählt. Bereits 2002 unternahm er einen vergeblichen Anlauf in das kommunale Parlament gewählt werden. Obwohl Kommunalpolitiker in Kalifornien gemäß den Gesetzen des Bundesstaats formal parteilos (non-partisan) sind, gehört Faulconer der Republikanischen Partei an. In seiner Partei ist der dem gemäßigten Flügel zuzurechnen, der mehr an der politischen Mitte orientiert ist. In den Jahren 2006 und 2010 gelang Faulconer die Wiederwahl als Stadtrat. Dort gehörte er unter anderem den Ausschüssen für wirtschaftliche Entwicklung und Finanzen an. Neben anderem engagierte er sich für ein striktes Alkoholverbot am Stadtstrand.

### Bürgermeister von San Diego

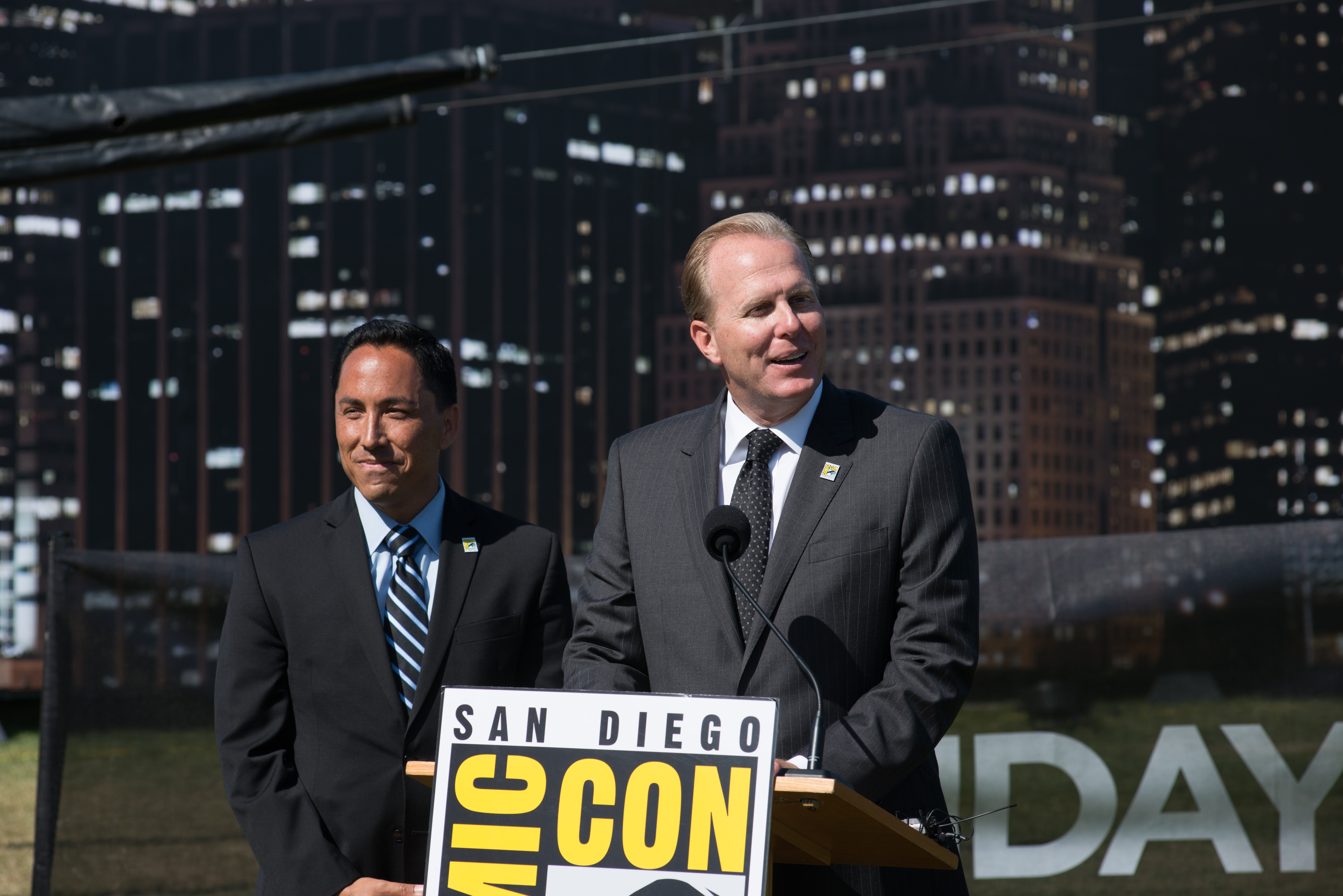
Faulconer (rechts) bei einer öffentlichen Rede im Sommer 2014

Im August 2013 war der demokratische Bürgermeister San Diegos Bob Filner zum Rücktritt gezwungen. Gegen ihn wurden Vorwürfe der sexuellen Belästigung von Frauen und Freiheitsberaubung laut. Damit wurde eine Nachwahl fällig, in der über einen neuen Bürgermeister für den Rest der laufenden Amtszeit bis Ende 2016 abgestimmt wurde. Wenige Wochen nach Filners Rücktritt verkündete Faulconer seine Kandidatur. Die Wahl im Februar 2014 gewann er völlig überraschend mit knapp 53 % der Stimmen gegen den Demokraten David Alvarez, für den sich 47 % der Wähler aussprachen. Faulconers Triumph galt als große politische Überraschung und fand in den gesamten USA ein großes mediales Interesse, da fast sämtliche Großstädte des Landes von demokratischen Bürgermeistern regiert werden. Darüber hinaus gilt Kalifornien, und speziell die dicht besiedelte Küste des Staates, als demokratische Hochburg. Zu seinem Sieg trugen vor allem eine starke Mobilisierung seiner Anhänger sowie Kontroversen bei den Demokraten bei. Auch Faulconers vergleichsweise moderate Positionen (so spricht er sich für die rechtliche Gleichstellung homosexueller Paare aus), machte seine Wahl für zahlreiche Wechselwähler und einige Demokraten attraktiv. Sein neues Amt trat er am 3. März 2014 an. Faulconer bleibt jedoch aufgrund des demokratischen Übergewichts in der Zusammensetzung des Stadtrates auf eine Zusammenarbeit mit den Demokraten angewiesen.
Im Herbst 2015 kündigte Faulconer an, sich bei der nächsten regulären Bürgermeisterwahl im November 2016 zur Wiederwahl für eine komplette vierjährige Amtszeit stellen zu wollen. Diese konnte er überraschend klar gewinnen.

## Privates
Faulconer ist verheiratet und hat mit seiner Frau Katherine einen Sohn und eine Tochter.